# Cliff Richard
Cliff Richard, właśc. Harry Roger Webb (ur. 14 października 1940 w Lucknow) – brytyjski piosenkarz. Kawaler Orderu Imperium Brytyjskiego.
Jeden z najpopularniejszych artystów pop w Wielkiej Brytanii. Na jego dorobek składa się około 70 albumów i ponad 130 singli, nie wliczając w to różnych składanek i epek. Ma na koncie ponad 250 mln sprzedanych płyt. Jego 15 utworów dotarło do pierwszego miejsca brytyjskiej listy przebojów.

## Życiorys
Urodził się w Lucknow, w północnych Indiach, w zamożnej rodzinie Dorothy Marie (Dazely) Bodkin i Rodgera Oscara Webba, urodzonego w Birmie inżyniera i okręgowego dyrektora firmy zaopatrzeniowej „Kelners”. Ma trzy siostry: Donellę „Donnę” (ur. 1943), Jacqueline „Jacqui” Ann (ur. 1947) i Joan (ur. 1950). Do siódmego roku życia mieszkał w Kalkucie, gdzie rozwijał umiejętności wokalne, śpiewając w chórze kościelnym. Jego matka była Świadkiem Jehowy, a ojciec również był chrześcijaninem, choć innego wyznania.. W 1947 przeprowadził się z rodziną do Wielkiej Brytanii, gdzie wskutek zmiany stylu życia rodziny przez kilka lat żył w ubóstwie. Początkowo mieszkali w Carshalton, Surrey i Essex, później osiedlili się w mieszkaniu kwaterunkowym w Cheshunt, a po zdobyciu rozpoznawalności przez Richarda przeprowadzili się do domu jednorodzinnego w Winchmore Hill, a później do rezydencii Rookswood w Nazeing. Jego matka po śmierci męża ponownie wyszła za mąż, za Dereka Bodkina.
Uczył się w szkole podstawowej w Carshalton, w której z uwagi na swoją ciemniejszą karnację był obiektem szykan i ataków ze strony rówieśników. Następnie uczył się w szkole podstawowej w Waltham Cross, a później ukończył Chestnut Secondary Modern School. W okresie szkolnym zajmował się sportem – trenował piłkę nożną, koszykówkę, rzut oszczepem i badmintona. W wieku 14 lat zafascynował się twórczością Elvisa Presleya, a na początku kariery starał się upodobnić wizerunkowo do swojego idola (m.in. nosił czarne bokobrody). Śpiewał w zespole The Quintones, który tworzył ze szkolnymi znajomymi. Z pomocą ojca nauczył się podstaw gry na gitarze.
Po zakończeniu edukacji przez rok pracował jako inspektor ds. kontroli kredytów w fabryce Atlas Lamps w Enfield, w której pracował również jego ojciec. W tym okresie przez dwa miesiące był wokalistą w zespole grającym muzykę skiflową. Wkrótce z perkusistą grupy, Terrym Smartem, założył zespół rock’n’rollowy The Drifters, który później zmienił nazwę na The Shadows. W międzyczasie przyjął pseudonim artystyczny Cliff Richard i porzucił wizerunek inspirowany Elvisem Presleyem, a w sierpniu 1959 porzucił pracę w Atlas Lamps, by w pełni poświęcić się karierze muzycznej. Z zespołem wylansował przeboje: „Move It”, „Apache”, z którymi dotarł do pierwszego miejsca na brytyjskiej liście przebojów UK Singles Chart.
W 1959 wydał dwa pierwsze w swojej karierze solowe albumy: Cliff i Cliff Sings. W tym samym roku zadebiutował jako aktor epizodyczną rolą w filmie Poważne oskarżenie (Serious Charge, 1959), do którego nagrał ścieżkę dźwiękową, w tym m.in. jego kolejny przebój z pierwszego miejsca na liście UK Singles Chart – „Living Doll”. Następnie zagrał drugoplanową rolę w filmie Expresso Bongo (1959), do którego również nagrał ścieżkę dźwiękową. W październiku 1960 wydał album pt. Me And My Shadows.
W 1961 wydał kolejne dwie solowe płyty: Listen to Cliff i 21 Today. Rozgłos przyniosła mu główna rola w musicalu filmowym Chcemy się bawić (The Young Ones, 1961), który okazał się hitem kasowym w Wielkiej Brytanii i był emitowany również za granicą. Po sukcesie filmu zagrał główne role w dwóch jego kontynuacjach: Letnie wakacje (Summer Holiday, 1963) i Wonderful Life (1964), które jednak nie powtórzyły sukcesu pierwszego filmu. Do wszystkich trzech filmów nagrał ścieżki dźwiękowe, przy czym albumy The Young Ones i Summer Holiday dotarły do pierwszego miejsca na liście UK Albums Chart, a Wonderful Life – do drugiego miejsca. W międzyczasie wydał kolejne solowe płyty: 32 Minutes And 17 Seconds with Cliff Richard (1962), When in Spain (1963) i Aladdin And His Wonderful Lamp (1964). W 1965 premierę miały jego kolejne cztery albumy: Cliff Richard, More Hits by Cliff, When in Rome i Love Is Forever.
W drugiej połowie lat 60. wydał płyty: Kinda Latin (1966), Finders Keepers (1966), Cinderella (1967) i Don’t Stop Me Now (1967). W związku z przejściem na chrześcijaństwo i zaangażowaniem się w rozwój duchowy rozważał odejście z show-biznesu na rzecz pracy jako nauczyciel religii (w tym celu zdał egzaminy w studium metodycznym dla nauczycieli w Herdfordshire). Za namową reżysera Jamesa „Jima” F. Colliera zmienił plany i zagrał Jamiego Hopkinsa – cynicznego gwiazdora muzyki popularnej, który przechodzi nawrócenie – w jego filmie Co do grosza (Two a Penny, 1968), poza tym nagrał album gospel pt. Good News i zrealizował serię telewizyjnych programów chrześcijańskich. Z Collierem pracował również przy filmie dokumentalnym His Land (1970) o współczesnym Izraelu w świetle dawnych proroctw. W międzyczasie wydał kolejne albumy muzyczne: Cliff in Japan (1968), Established 1958 (1968), Sincerely (1969) i It’ll Be Me (1969). W kwietniu 1968, reprezentując Wielką Brytanię z utworem „Congratulations”, zajął drugie miejsce w finale 13. Konkursie Piosenki Eurowizji w Londynie.

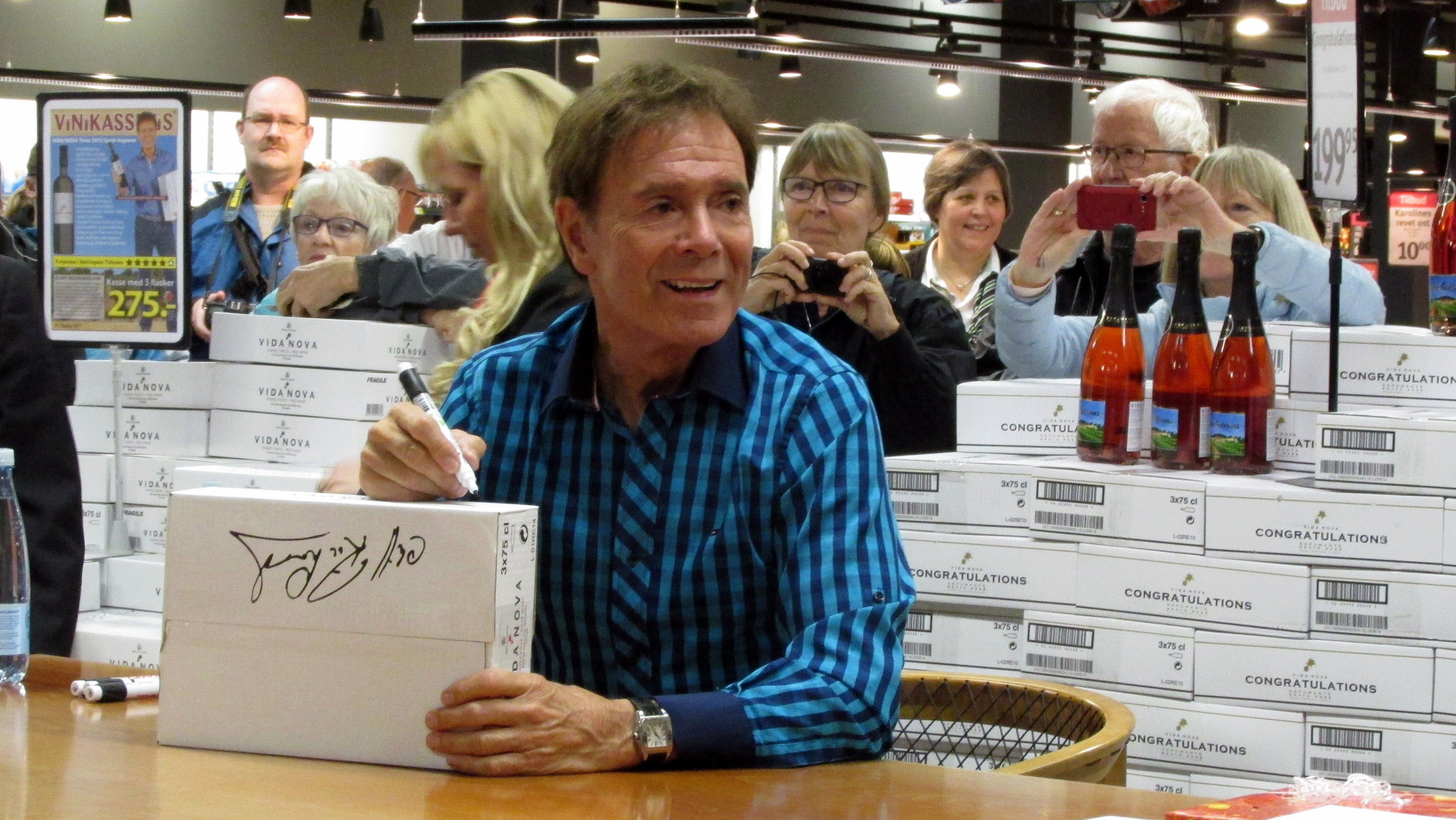
Richard promujący swoje wino w Danii, 2015

W 1970 wydał koncertowy album pt. Cliff Love at the Talk of the Town oraz trzy płyty studyjne: About That Man, His Land o Tracks ’n’ Grooves. W 1971 wystąpił w spektaklu The Potting Shed w Sadler’s Wells na West Endzie. W marcu 1973, reprezentując Wielką Brytanię z utworem „Power of All Our Friends”, zajął trzecie miejsce w finale 18. Konkursu Piosenki Eurowizji w Luksemburgu. Do końca pierwszej połowy lat 70. wydał jeszcze trzy albumy: Take Me High (1973), Help It Along (1974) i The 31st of February Street (1974). W 1976 wydał album pt. I’m Nearly Famous z przebojami „Miss You Nights”, „Devil Woman” i „Can’t Ask for Anything More than You”, a także odbył m.in. trzytygodniową trasę koncertową po ZSRR, która obejmowała 20 występów w Moskwie i Leningradzie. Do końca lat 70. wydał jeszcze albumy: Every Face Tells the Story (1977), Small Corners (1978), Green Light (1978) i Rock’N’Roll Juvenille (1979), a ostatnią z płyt promował singlem „We Don’t Talk Anymore”, który rozszedł się w nakładzie 5 mln egzemplarzy na świecie.
W 1980 otrzymał Order Imperium Brytyjskiego, wydał album pt. I’m No Hero i zagrał serię koncertów w Apollo Victoria Theatre. Również w latach 80. odbył m.in. trasę koncertową po Afryce Południowej i wydał płyty: Love Songs (1981), Wired for Sound (1981), Now You See Me… Now You Don’t (1982), Dresser for the Occasion (1983), Silver (1983), Walking in the Light (1984), Cliff & The Shadows (1984), The Rock Connection (1984); It’s Small World (1985), Hymns and Inspirational Songs i Always Guaranteed (1987). 14 kwietnia 1988 wystąpił w duecie z Freddiem Mercurym w Dominion Theatre na charytatywnym koncercie „Give Time for AIDS”, którego celem było zebranie środków na walkę z AIDS. W tym samym roku wydał świąteczny singiel „Mistletoe and Wine”, który stał się przebojem, a także albumy: Private Collection i Carols. 27 maja 1989 wydał setny singiel w karierze – „The Best of Me”. Była to równocześnie jego 26. piosenka w ciągu 30 lat, która dotarła do pierwszej trójki brytyjskiej listy przebojów. W czerwcu 1989 zagrał dwa koncerty na Wembley Arena, na których zaśpiewał przed 70 tys. publicznością. W tym samym roku wydał album pt. Stronger.
W listopadzie 1991 wydał album świąteczny pt. Togethee with Cliff Richard. 25 października 1995 otrzymał tytuł szlachecki (Knight Bachelor).

### Życie prywatne
Deklaruje się jako chrześcijanin, wcześniej (w latach 60.) duży wpływ wywarło na nim nauczanie świadków Jehowy. Od czasu swojego nawrócenia czynnie włącza się w ewangelizację, m.in. występuje na imprezach i seminariach chrześcijańskich oraz uczestniczy w nabożeństwach kościelnych i kampaniach ewangelizacyjnych; latem 1986 wygłosił kazania podczas pobytu w Warszawie. Odbył dwumiesięczny kurs biblijny w Oak Hill Theological College. Jest zaangażowany w rozwój Funduszu Charytatywnego Aliansu Ewangelicznego (ang. The Evangelical Alliance Relief Fund; TEAR Fund), a dla organizacji m.in. organizuje coroczne koncerty charytatywne. Współtworzył książki: The Cliff Richard Story (1967), The Way I See It (1968), Questions (1970), The Way I See It Now (1973) oraz You, Me and Jesus (1983) i Mine to Share (1989) oraz autobiografię pt. Which One’s Cliff (1991; pol. Kim jest Cliff?).
Jest krótkofalowcem, posiada amerykański znak W2JOF. Interesuje się fotografią.

## Dyskografia
Albumy
| Rok  | Tytuł                                                 | UK  | US  | AU |
| ---- | ----------------------------------------------------- | --- | --- | -- |
| 1959 | Cliff                                                 | 4   |     |    |
| 1959 | Cliff Sings                                           | 2   |     |    |
| 1960 | Me and My Shadows                                     | 2   |     |    |
| 1961 | Listen to Cliff                                       | 2   |     |    |
| 1961 | 21 Today                                              | 1   |     |    |
| 1961 | The Young Ones                                        | 1   |     |    |
| 1962 | Live at the ABC Kingston                              |     |     |    |
| 1962 | 32 Minutes and 17 Seconds with Cliff Richard          | 3   |     |    |
| 1963 | Summer Holiday                                        | 1   |     |    |
| 1963 | Cliff’s Hit Album                                     | 2   |     |    |
| 1963 | When In Spain                                         | 8   |     |    |
| 1963 | Wonderful Life                                        | 2   |     |    |
| 1964 | Aladdin and His Wonderful Lamp                        | 13  |     |    |
| 1965 | Cliff Richard                                         | 9   |     |    |
| 1965 | More Hits by Cliff                                    | 20  |     |    |
| 1965 | Love Is Forever                                       | 19  |     |    |
| 1966 | Kinda Latin                                           | 9   |     |    |
| 1966 | Finders Keepers                                       | 6   |     |    |
| 1967 | Cinderella                                            | 20  |     |    |
| 1967 | Don’t Stop Me Now                                     | 23  |     |    |
| 1967 | Good News                                             | 37  |     |    |
| 1968 | Established 1958                                      | 30  |     |    |
| 1968 | Cliff in Japan                                        | 29  |     |    |
| 1968 | Two a Penny                                           |     |     |    |
| 1969 | The Best of Cliff                                     | 5   |     |    |
| 1969 | Sincerely Cliff                                       | 24  |     |    |
| 1970 | Cliff Live at the Talk of The Town                    |     |     |    |
| 1970 | About That Man                                        |     |     |    |
| 1970 | His Land                                              |     |     |    |
| 1970 | Tracks and Grooves                                    | 37  |     |    |
| 1972 | The Best of Cliff, Volume 2                           | 49  |     |    |
| 1973 | Take Me High                                          | 41  |     |    |
| 1974 | Help It Along                                         |     |     |    |
| 1975 | The 31st of February Street                           |     |     |    |
| 1976 | I’m Nearly Famous                                     | 5   | 76  |    |
| 1977 | Every Face Tells a Story                              | 8   |     |    |
| 1977 | 40 Golden Greats                                      | 1   |     |    |
| 1978 | Small Corners                                         | 33  |     |    |
| 1978 | Green Light                                           | 25  |     |    |
| 1979 | Thank You Very Much                                   | 5   |     |    |
| 1979 | Rock n’ Roll Juvenile                                 | 3   | 74  |    |
| 1980 | I’m No Hero                                           | 4   | 80  |    |
| 1981 | Love Songs                                            | 1   |     | 26 |
| 1981 | Wired For Sound                                       | 4   | 132 |    |
| 1982 | Now You See Me.. Now You Don’t                        | 4   |     |    |
| 1983 | 25 Years of Gold                                      |     |     |    |
| 1983 | Dressed for the Occasion                              | 7   |     |    |
| 1983 | Silver                                                | 7   |     |    |
| 1984 | The Rock Connection                                   | 43  |     |    |
| 1987 | Always Guaranteed                                     | 5   |     | 11 |
| 1988 | Private Collection: 1979-1988                         | 1   |     | 15 |
| 1989 | Stronger                                              | 7   |     | 37 |
| 1990 | From a Distance: The Event                            | 3   |     |    |
| 1991 | Together with Cliff Richard                           | 10  |     |    |
| 1993 | Cliff Richard The Album                               | 1   |     |    |
| 1994 | The Hit List                                          | 3   |     |    |
| 1995 | Songs from 'Heathcliff'                               | 15  |     |    |
| 1996 | Cliff Richard At The Movies                           | 17  |     |    |
| 1998 | Real As I Wanna Be                                    | 10  |     | 32 |
| 2000 | The Whole Story: His Greatest Hits                    | 6   |     |    |
| 2001 | Wanted                                                | 11  |     | 49 |
| 2002 | The Singles Collection [6 CD Set]                     |     |     |    |
| 2003 | Cliff at Christmas                                    | 9   |     |    |
| 2004 | Cliff Richard – The World Tour                        | 167 |     | 43 |
| 2004 | Something’s Goin’ On                                  | 7   |     |    |
| 2005 | The Platinum Collection                               | 51  |     |    |
| 2006 | Two’s Company                                         | 8   |     |    |
| 2007 | Love... The Album                                     | 13  |     |    |
| 2008 | And They Said It Wouldn’t Last (My 50 Years In Music) |     |     |    |
| 2008 | The 50th Anniversary Album                            |     |     |    |
| 2009 | Lost & Found (From The Archives)                      |     |     |    |
| 2009 | Rare B-Sides 1963-1989                                |     |     |    |
| 2009 | Japan Tour '74                                        |     |     |    |
| 2009 | Reunited                                              |     |     |    |
| 2010 | Bold As Brass – Limited Edition                       |     |     |    |
| 2011 | Soulicious                                            |     |     |    |

## Filmografia
| Rok  | Tytuł                               | Rola                       | Reżyser                |
| ---- | ----------------------------------- | -------------------------- | ---------------------- |
| 1959 | Expresso Bongo                      | Bert Rudge / Bongo Herbert | Val Guest              |
| 1959 | Poważne oskarżenie (Serious Charge) | Curley Thompson            | Terence Young          |
| 1961 | Chcemy się bawić (The Young Ones)   | Nicky                      | Sidney J. Furie        |
| 1963 | Letnie wakacje (Summer Holiday)     | Don                        | Peter Yates            |
| 1964 | Wonderful Life                      | Johnnie                    | Sidney J. Furie        |
| 1966 | Finders Keepers                     | Cliff                      | Sidney Hayers          |
| 1966 | Thunderbirds Are Go                 | Cliff Richard Jr.          | David Lane             |
| 1967 | Two a Penny                         | Jamie Hopkins              | James F. Collier       |
| 1970 | His Land (film dokumentalny)        | w roli samego siebie       | James F. Collier       |
| 1972 | The Case (TV)                       | w roli samego siebie       | Michael Hurll          |
| 1973 | Take Me High                        | Tim Matthews               | David Askey            |
| 2012 | Mayday (Run for Your Wife)          | muzyk uliczny              | Ray Cooney, John Luton |